# Mary Anne à Beckett
Mary Anne à Beckett (29 de abril de 1815-11 de diciembre de 1863) fue una compositora inglesa, conocida sobre todo por sus óperas.
Compuso canciones, piezas para piano, música incidental y tres óperas: Agnes Sorel (1835), Little Red Riding Hood (1842) y The Young Pretender (1846). La más famosa fue la primera, descrita como "ópera bufa", basada en la vida de Agnès Sorel, la amante de Carlos VII de Francia. La pieza, con texto de su marido Gilbert à Beckett, fue la primera producción del St James 's Theatre de John Braham en Londres en 1835. El revisor anónimo de The Times desprestigió el librito tachándolo de "frío, aburrido e incómodo", pero elogió su música como "no despreciable en gusto y habilidad". El compositor declinó la sugerencia que ella dirige los conciertos por sí misma, negándose a hacer apariciones públicas, pero su hermana hizo su debut, muy exitosamente, en esta producción.  Little Red Riding Hood ( 'Caperucita Roja'), con texto de Gilbert à Beckett, se estrenó en el Surrey Theatre en agosto de 1842. Un revisor de The Musical World elogió la música, y comentó que aunque no era muy original, estaba "hábilmente elaborado, y [...] es preferible a algunas obras más elevadas que, en su intento de ser originales, son mucho menos agradables en su material".
La música de la última de sus tres óperas, The Young Pretender, fue, como su predecesora de 1835, mejor recibida que el libreto (que era de Mark Lemon). El Times elogió "algunas bonitas piezas vocales en estilo italiano"; el revisor de The Observer consideró la pieza "no original en sus melodías y no científica en su construcción", pero se reservó la crítica más severa para el libreto de Lemon: "tan triste como se pueda imaginar; una producción que en cualquier profesión será un drama". El siguiente año publicó The Music Book, una colección de veinte canciones originales, contradanzas, cuadrillas y valses.

## Composiciones

### Óperas y música incidental
- Agnes Sorel, ópera. 1836, St James's Theatre de Londres.
- Música incidental para Mabel s Curse de Anna Maria Fielding, 1837, Teatro Santiago de Londres.
- Música incidental (con George Stansbury) para Wanted, a Brigand, oro, A visit from Fra-Diavolo, 1837, St James's Theatre de Londres.
- Little Red Riding Hood, 1842, Surrey Theatre, Londres.
- The Young Pretender, 1846, Haymarket Theatre, Londres.

### Canciones y duetos
| - "Vainly to me of love you speak". Dueto. Texto de Gilbert à Beckett. c 1840 - "Farewell dear scenes". Balada. 1842 - "Wherefore maiden art thou straying?". Rondó. 1842 - "Tis not the sparkling diadem". Balada. 1842 - "When mem'ry through the mist of tears". 1843 - "Dear scenes of happier hours". Balada. 1845 - "My home must be where'er thou art". Texto de Mark Lemon. 1846 - "I dream of thee". Canción. Texto de Barry Cornwall. 1847 - "Love me if I live". Canción. Texto de Barry Cornwall. 1847 - "My home must be where'er thou art". Canción. Texto de Mark Lemon. 1847 - "Lightly won is lightly held". Dueto. Texto de Mark Lemon. 1847 - "A maiden from her lonely bow'r". Balada. Texto de Mark Lemon. 1847 | - "One kindly word before we part. Balada. Texto de Mark Lemon. 1847 - "Ne'er think that I'll forget thee". Balada. 1850 - "It is o'er, that happy dream". Balada. Texto de Bertie Vyse. 1851 - "Do not smile". Balada. Texto de J D Douglas. 1851 - "And must we then in silence meet". Balada. 1851 - "Dear scenes of happier hours". Balada. Texto de Gilbert à Beckett. 1854 - "Oh! come again sweet summer time". Balada. Texto de William à Beckett. 1854 - "Take back thy gift". Balada. Texto de Gilbert à Beckett. 1854 - "Dear scenes of happier hours". Balada. Texto de Gilbert à Beckett. 1854 - "Dear Italy". Balada. Texto de Gilbert à Beckett. 1856 - "Dear old England". Canción a la pàtria. Texto de Mrs V Roberts. 1859 |

### Piezas para piano
- "The Casino Waltz". 1847
- "The Ridott Waltz". 1847
- "The Royal Nursery Cuadrillas, oro Popular Nursery Tunes". 1851.[8]

## Biografía
Mary Anne à Beckett nació en Londres, hija de Joseph Glossop y Elizabeth (apellido de soltera Feron). Entre sus hijos estuvo el actor y productor Augustus Glossop Harris, de quien su hijo mayor fue el empresario Augustus Harris. Glossop fue varias veces el arrendatario del Teatro Real de Coburg (actualmente Old Vic), y mánager de La Scala de Milán y del Teatro San Carlo de Nápoles.  Su mujer, hija de un emigrado de la Revolución francesa, fue cantante profesional con el nombre de "Madame Feron".
En enero de 1835, Mary Anne se casó con Gilbert à Beckett, un popular escritor, que escribió los libretti de dos de sus óperas. Tuvieron dos hijas y cuatro hijos, incluyendo a Gilbert Arthur à Beckett y Arthur William à Beckett.  También tuvo incursiones en el teatro, ya que su hermano, Augustus Glossop Harris, fue actor y empresario, y su hijo mayor, Augustus Harris, también fue empresario.